# Guarajuba (Camaçari)
Guarajuba é um bairro do município de Camaçari, estado brasileiro da Bahia. Está localizado no distrito de Monte Gordo e na Zona turística da Costa dos Coqueiros, litoral norte da Bahia. Faz limite com os bairros de Tacimirin, Monte Gordo e Genipabu. O bairro é costeiro e sua praia foi condecorada em 2019 com o selo "bandeira azul" em função da qualidade da água e da segurança, entre outros critérios.
Além de suas praias famosas, Guarajuba é conhecida por sua rica culinária baiana, incluindo pratos famosos, como a moqueca baiana, que leva camarão e lagosta; a mariscada — e muitos outros. Além de restaurantes tradicionais, o bairro tem também várias lanchonetes, cafés e pizzarias locais. O bairro encontra dificuldades em ser recenseado, uma vez que a maior parte de suas residências são do tipo secundárias, utilizadas como casas de veraneio, as quais ficam dentro de condomínios fechados, como o condomínio Paraíso, Paraíso dos Lagos, entre outros. Por conta disto, a depender da época do ano, Guarajuba varia muito na sua contagem populacional, uma vez que a sua população pode mais que duplicar, durante as épocas de final e início de ano, na temporada de verão, o que faz a demanda energética aumentar muito, fator responsável por causar múltiplos apagões na região após os anos 2000 quando em período de alta movimentação turística.

## Urbanização
A urbanização de Guarajuba se deu no contexto maior de urbanização do Litoral Norte da Bahia, marcado pela importância do turismo e pela rodovia estadual BA-099, com divisão entre áreas e separação entre grupos sociais Isso começou nos anos 1970 com pessoas ricas de Salvador comprando terras para passarem as férias de trabalho em residências secundárias. Com o tempo, a área se urbanizou, principalmente após a construção da estrada BA-099 em 1975. Isso valorizou as terras próximas ao mar, enquanto o lado oposto ficou mais pobre. O governo e os proprietários de terra promoveram o turismo residencial, criando divisões sociais e espaciais na região.
Antes de se tornar enclave turístico e de lazer, Guarajuba era composto por uma pequena vila de pescadores, onde até os anos de 1975, quando a BA-099 foi concluída, só era possível de ser acessada por estradas carroçáveis que antepassavam pelo centro de Camaçari. A maior parte daqueles antigos moradores foram afastados daquelas terras devido à fragmentação e segregação sócio-espacial decorrente da urbanização do Litoral Norte do estado e do marketing gerado pela intensa especulação imobiliária.
No quesito ambiental, o bairro possui duas Áreas de Proteção Ambiental — a Área de Proteção Ambiental Lagoas de Guarajuba, e a Área de Proteção Ambiental Litoral Norte do Estado da Bahia. Como observa a pesquisadora Denise Silva Magalhães, em sua tese de pós-graduação, loteamentos do Litoral Norte da Bahia tiveram seus projetos, essencialmente, construídos em "áreas de ecossistemas frágeis, sobre a qual incide a legislação de proteção ambiental que, via de regra, não é respeitada".